# System Althoff
Als System Althoff wird das unbürokratische und oft die Ressortgrenzen überschreitende Vorgehen des preußischen Kulturpolitikers Friedrich Althoff bezeichnet. Er baute ein weitverzweigtes Netzwerk von Vertrauensleuten an verschiedenen Stellen auf und beeinflusste durch diese Form der „Geheimdiplomatie“ die Entscheidungen. Als Universitäts- und Bibliotheksreferent im preußischen Ministerium der geistlichen-, Unterrichts- und Medizinalangelegenheiten konnte er für das Bibliothekswesen in den Jahren 1882 bis 1907 weitreichende Reformen durchsetzen.

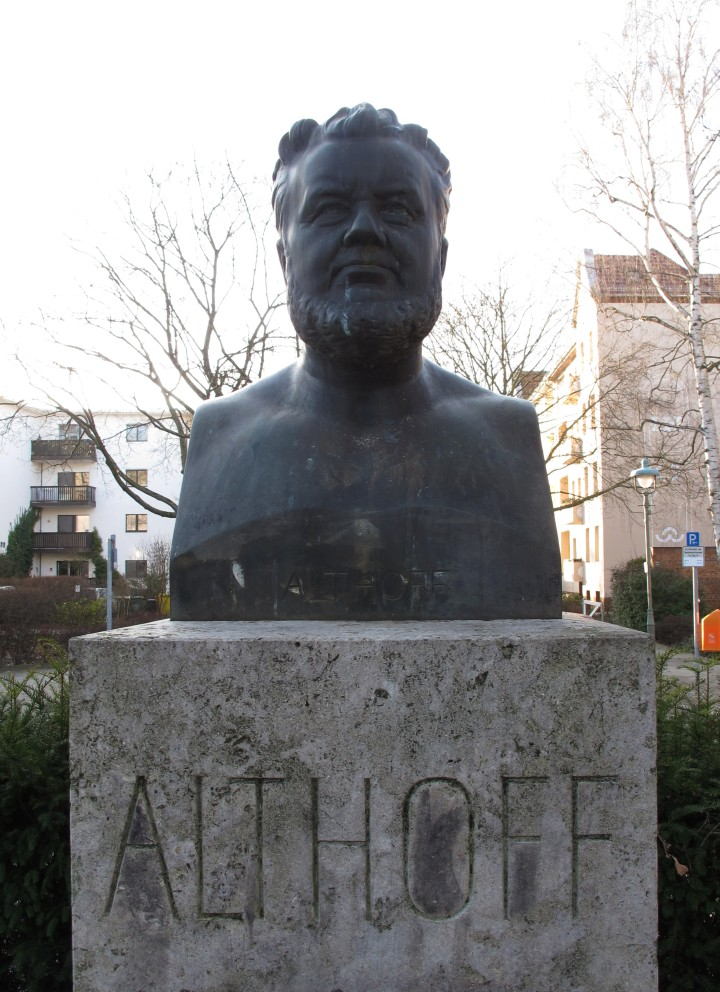
Büste am Althoffplatz, in Berlin-Steglitz

## Hochschul- und Wissenschaftspolitik
→ Friedrich Althoff

## Bibliothekswesen

### Ausgangslage
Bis Ende des 19. Jahrhunderts waren die wissenschaftlichen Bibliotheken in Deutschland nur lose miteinander verbunden. Aufgrund der fehlenden Nationalbibliothek bestand keine Kooperation zwischen den Bibliotheken. Frankreich, Großbritannien und die USA (Bibliothèque nationale de France, British Library, Library of Congress) hatten repräsentative Nationalbibliotheken. Obwohl Deutschland 1871 eine neue Großmacht wurde, stellte sich die Situation um die wissenschaftlichen Bibliotheken als völlig unzureichend dar. Die Königliche Bibliothek in Berlin war in einem desolaten Zustand, dieser Umstand wurde von Theodor Mommsen vor dem preußischen Abgeordnetenhaus angemahnt. Eine Systembildung im deutschen Bibliothekswesen war unumgänglich.

### Systembildung
Die wissenschaftlichen Bibliotheken mussten, um die Wissenschaft weiterhin ausreichend mit Literatur versorgen zu können, zunehmend kooperieren. Dies hatte zur Folge, dass der Gedanke der Universalbibliothek nicht weiter aufrechterhalten werden konnte. Die Bibliotheken mussten sich auf einzelne Wissenschaftsfächer spezialisieren, angelehnt an die Ausrichtung der Universität. Es war nicht mehr möglich, gerade im Zusammenhang mit der Zunahme der gedruckten Literatur, dass jede wissenschaftliche Bibliothek für alle Wissenschaften entsprechend große und tiefe Bestände vorhalten konnte. Die Systembildung wurde insgesamt dadurch unterstützt, dass Ende des 19. Jahrhunderts neue Techniken entwickelt wurden, die z. B. die Kommunikation (Telefon) oder Logistik (Eisenbahn) erleichterten. Begonnen hatte die Systembildung in Preußen, sie weitete sich jedoch im Deutschen Reich aus.
Althoff wirkte bei dieser Systembildung entscheidend mit. Er begriff das Bibliothekswesen als Organismus, in dem er die entscheidenden fachlichen und organisatorischen Impulse setzte. Entsprechend seiner Netzwerkbildung setzte er qualifizierte Bibliothekare an entscheidende Positionen um seine Reformen so leichter durchsetzen zu können. Sein Grundgedanke war, als Alternative zu den Nationalbibliotheken im Ausland, einen eigenen deutschen Weg zu gehen. Heute würde man diesen als „virtuelle Zentralisierung“ bezeichnen.

### Entwicklung des Systems
Die Althoff’schen Bibliotheksreformen, die schließlich zu einem Bibliothekssystem führen sollten, bestanden aus vier Stufen:
- Katalogisierungsstandard
- Preußischer Gesamtkatalog
- Kooperativer Bestandsaufbau
- Austausch/Organisierter Leihverkehr.

Diese vier Themen bauten aufeinander auf und ergänzten sich gegenseitig.

#### Katalogisierungsstandard
Um einen Gesamtkatalog zu erstellen, mussten zuerst die Katalogisierungsstandards vereinheitlicht werden. Bis 1888 wurden die Titelaufnahmen individuell nach eigenen Regeln der Bibliotheken erstellt. 1888 wurde ein Erlass von Althoff veröffentlicht, in dem die Königliche Bibliothek dazu aufgefordert wurde, die Titelaufnahmen ihrer Neuerwerbungen zu vervielfältigen. Dies sollte die Vereinheitlichung der Titelaufnahmen in preußischen Bibliotheken fördern. Bereits 1886 hatte Karl Dziatzko mit den „Breslauer Instructionen“ ein Regelwerk vorgelegt. Hier wurde die Ordnung der Titel, nicht die Aufnahme geregelt. 1890 erstellte die Königliche Bibliothek „Instructionen“, mit denen die Aufnahme und nicht die Ordnung geregelt wurden. 1899 entstand aus diesen beiden „Instructionen“ ein Kompromiss, das erste einheitliche Regelwerk, die „Preußischen Instruktionen“ (PI). Fritz Milkau, späterer Mitarbeiter von Friedrich Althoff, wirkte bei der Erstellung der PI maßgebend mit. Darüber hinaus war er bereits seit 1897 für den Preußischen Gesamtkatalog zuständig, ein weiteres Reformprojekt Althoffs.

#### Preußischer Gesamtkatalog
Nachdem sich Ende des 19. Jahrhunderts das Konzept der Universalbibliothek als überholt erwiesen hatte, konnte die Vollständigkeit der Bestände in den wissenschaftlichen Bibliotheken nur auf der Ebene der Kataloge erreicht werden. Der Preußische Gesamtkatalog (später: Deutscher Gesamtkatalog) sollte diese Vollständigkeit erzielen. Ausgehend von den vereinheitlichten Katalogisierungsregeln sollte er als Ersatz für die fehlende deutsche Nationalbibliothek dienen, einen Standortnachweis liefern und als Bibliographie zugleich ein Informationsmittel sein. Zunächst wurden der alphabetische Katalog der Königlichen Bibliothek nach den Preußischen Instruktionen neu geordnet. Hiernach wurde der Katalog in den Jahren 1902 bis 1908 abgeschrieben und unter den preußischen Universitätsbibliotheken in Umlauf gebracht. Diese brachten ihre Besitzvermerke an. Nachdem alle preußischen Bibliotheken den Katalog bearbeitet hatten, stellte sich heraus, dass zusätzlich zu den Beständen der Königlichen Bibliothek der Katalog um 40 % an Titelaufnahmen angewachsen war. 0,8 % dieser Titel waren an allen preußischen Bibliotheken vorhanden und 60 % der Titel nur an einer Bibliothek. Diese Feststellung war Grundlage für den später entstandenen Leihverkehr. Im Schnitt konnte jeder Titel an zwei Bibliotheken nachgewiesen werden. Insgesamt hatte der Preußische Gesamtkatalog (vor seiner Erweiterung im Jahre 1935) ein Volumen von 3,5 Mio. Titeln und 7 Mio. Bestandsnachweisen. Sein Berichtszeitraum umfasste die Jahre 1501 bis 1929. 1931 begann der Druck des Kataloges mit den Nachweisen von elf preußischen Bibliotheken. 1935 wurde der Katalog erweitert und 102 Bibliotheken des Deutschen Reiches mit einbezogen. So wurde der Preußische Katalog zum Deutschen Gesamtkatalog.
1904 wurde der Gesamtkatalog der Wiegendrucke, mit einem Berichtszeitraum von 1455 bis 1500, als Ergänzung zum Preußischen Gesamtkatalog begonnen. Ebenfalls 1904 wurde das „Auskunftsbureau der deutschen Bibliotheken“ gegründet, es sollte als überregionale Auskunftsstelle den preußischen Gesamtkatalog verfügbar machen und Anfragen zu Standortnachweise und bibliographische Informationen beantworten. Das Auskunftsbüro vergab ebenfalls das Bibliothekssigel.

#### Kooperativer Bestandsaufbau
Ausgehend von der Tatsache, dass die Universalbibliothek nicht mehr existierte, wurde 1910 in Preußen eine Idee von Adolf von Harnack und Paul Schwenke verwirklicht. In den wissenschaftlichen Bibliotheken wurden verschiedene Sammelschwerpunkte zu einzelnen Wissenschaftsfächern eingerichtet, so dass die Gesamtheit der Bibliotheken alles Wissen umfassen konnte.
- Universitätsbibliothek Bonn → romanische Literatur
- Universitätsbibliothek Münster → niederländische Literatur
- Universitätsbibliothek Göttingen → englische, angelsächsische Literatur und Naturwissenschaften
- Universitätsbibliothek Kiel → nordische Literatur

Nach dem Zweiten Weltkrieg wurden die Sammelschwerpunkte auf alle deutschen Universitätsbibliotheken ausgedehnt, die heutigen Sondersammelgebiete.

#### Leihverkehr
Eine weitere, weitreichende Reform Althoffs war die Initiierung des Leihverkehrs. Dieser entstand 1890 durch preußischen Erlass, in dem der Königlichen Bibliothek und den wissenschaftlichen Bibliotheken gestattet wurde, ihre Bestände an andere staatliche Bibliotheken in deutsche Länder oder in das Ausland zu verleihen. Dies sollte auf Gegenseitigkeit beruhen und daher erließen die anderen deutschen Länder entsprechende Anweisungen und Verfügungen. Zwischen 1892 und 1903 entstanden die Regelungen zum innerpreußischen Leihverkehr.
1910 wurde der Leihverkehr auf Anregung Adolf von Harnacks reformiert, nun sollten alle Universitätsbibliotheken beteiligt werden. 1924 entstand der gesamtdeutsche Leihverkehr nach diesem Vorbild.